# Холмс, Эдвин
Э́двин Холмс (англ. Edwin Holmes; 25 апреля 1820, Уэст-Бойлстон, округ Вустер штата Массачусетс, США — январь 1901, США) — американский изобретатель и бизнесмен, создатель системы охранной сигнализации.

## Биография

### Ранние годы
Эдвин Холмс родился в Уэст-Бойлстоне в штате Массачусетс 25 апреля 1820 года. Его отец был солидной персоной в этом городе, где занимал должности главного казначея и главного почтмейстера. Эдвин, в отличие от отца, не стал заниматься местной политикой — он больше интересовался бизнесом. В 1844 году Эдвин Холмс женился и решил основать собственное дело. Вскоре он перебрался в Фичбург (Fitchburg) в том же штате, затем, в 1849-м, переехал в Бостон, столицу Массачусетса. Там со своим младшим братом Джоном он открыл магазин тканей и швейных принадлежностей. Неподалёку находилась мастерская Чарльза Уильямса (Charles Williams), где Александр Белл, изобретатель телефона, заказывал инструменты и детали для своих опытов — там же впервые стали производить телефоны в коммерческих масштабах.
В Бостоне Холмс занялся текстилем и стал одним из первых производить юбки с фижмами. Эдвин держал магазин готового платья и швейных принадлежностей, и этот бизнес имел определённый успех. Но в 1857 году в США разразился финансовый кризис, множество людей лишились своих доходов, а некоторые решили заняться грабежом. Покупателей в лавке стало меньше, а воров гораздо больше. В то время Эдвин Холмс узнал от Уильямса о новом устройстве, которое могло бы решить эти проблемы.

### Сигнализация преподобного Поупа
В то время телеграфные аппараты служили для разных целей, и в 1851 году в Бостоне была установлена система пожарной сигнализации. Но преподобный Рассел Поуп (Augustus Russel Pope) решил, что они могут послужить и для охраны жилища. Чарльз Уильямс жил недалеко от Бостона, в Сомервилле, где служил пастором Рассел Поуп, который учился в Гарварде, прежде чем принять сан. Будучи человеком разносторонним, он не только знал и изучал священные тексты, но и любил ставить опыты с разными устройствами. Он смог сконструировать сигнализацию, срабатывающую, если непрошеный гость откроет дверь или окно. Открытая дверь или окно замыкали цепь, в результате чего срабатывал звонок, призванный уведомить владельца о вторжении и/или отпугнуть грабителя.
Рассел Поуп решил установить сигнализацию в своём доме и запатентовать устройство. 27 октября 1852 года он подал заявку на патент, а 21 июня 1853 года получил его. После этого Рассел Поуп установил сигнализацию в нескольких домах бесплатно, чтобы показать преимущества его изобретения. В 1856 году он показал сигнализацию на выставке Механического Общества в Бостоне (Mechanics Charitable Association of Boston) и удостоился серебряной медали. Самым большим его заказом была установка сигнализации на все окна и двери обувной фабрики, но на этом дело остановилось. Преподобному приходилось часто бывать в разъездах, а пастве это не нравилось. В конце концов, Расселу Поупу пришлось делать выбор, и он полностью посвятил себя служению богу и своим прихожанам. А патент продал Эдвину Холмсу за 1800 долларов наличными и долговых расписок на 8000 долларов в 1858 году.

### Бизнес в Нью-Йорке

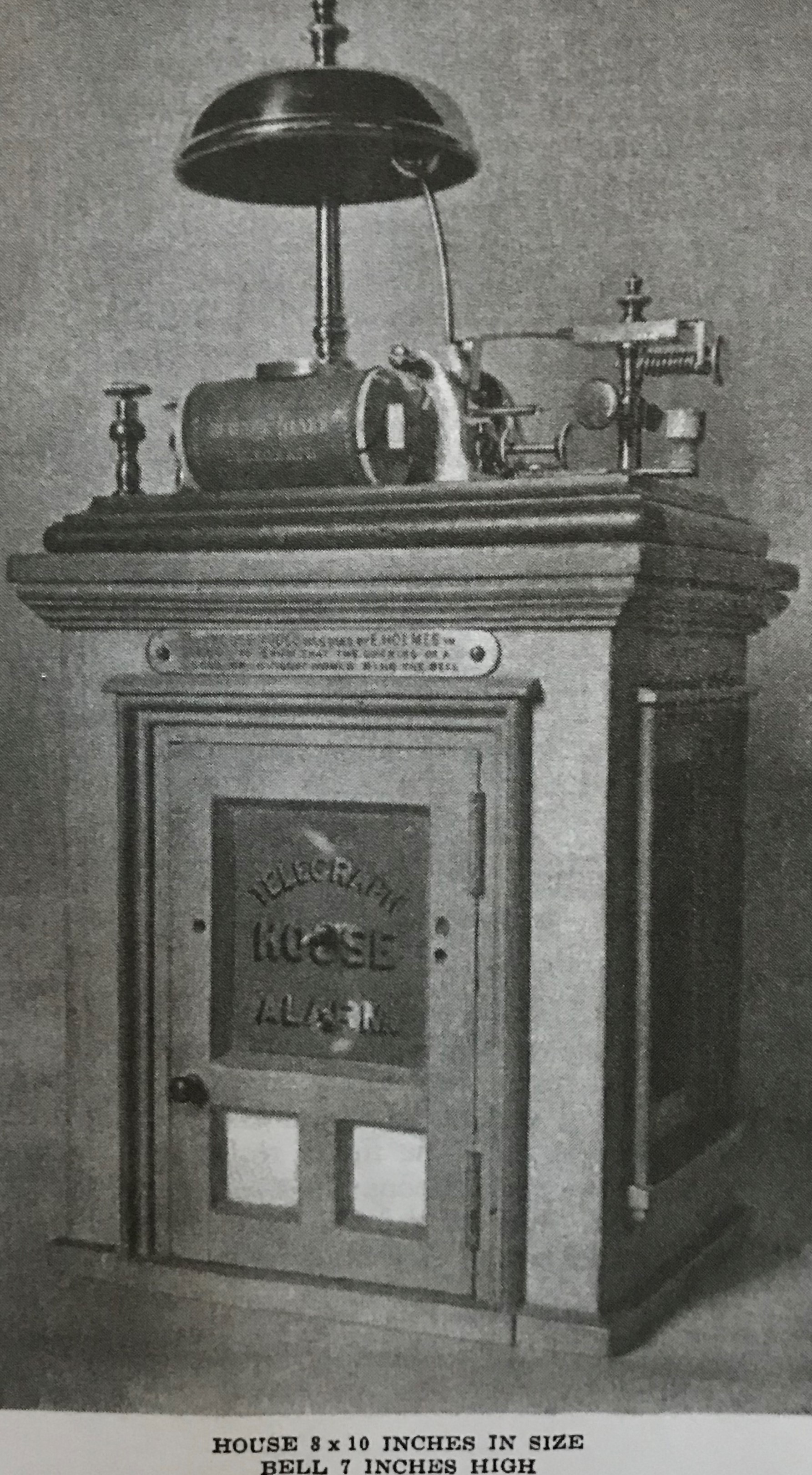
Модель входной двери дома с сигнализацией для демонстрации.

Эдвин Холмс считал, что «всё ворьё в этой стране находится в Нью-Йорке», потому сигнализацию надо продавать именно там. В 1859 году он переехал в Бруклин, ведь в то время там селились выходцы из Новой Англии, поближе к Плимутской церкви (Plymouth Church).
Сперва у него не было заказов, потому что никто не считал подобное устройство возможным. Чтобы убедить покупателей в обратном, Холмс сконструировал миниатюрный дом со звонком на крыше, который срабатывал всякий раз, когда кто-то открывал в этом доме дверку или окошко.
Другой проблемой была изоляция для проводов, но Эдвин Холмс быстро её решил, так как у него был большой опыт в швейном деле. Проволоку быстро обшивали материей, а ещё Эдвин сконструировал станок для покраски проводов, за которым много времени проводил его сын после школы.
Помимо сигнализаций, предприятие Холмса стало изготавливать и дверные звонки, и кнопки для вызова прислуги в отелях.
Со временем клиентов становилось всё больше и больше. Среди них были директора банков и судостроительных корпораций, и даже основатель цирка Барнума и Бейли (Barnum & Bailey Circus). Тогда состоятельные люди не боялись показывать своё богатство (все знали о нём), и не боялись рассказывать о системах сигнализации, установленных в их домах. Считалось, что само упоминание об этом отвадит воров. Эдвин Холмс публиковал в газетах списки своих клиентов и их восторженные отзывы, а это служило лучшей рекламой.

### Сигнализация для сейфа

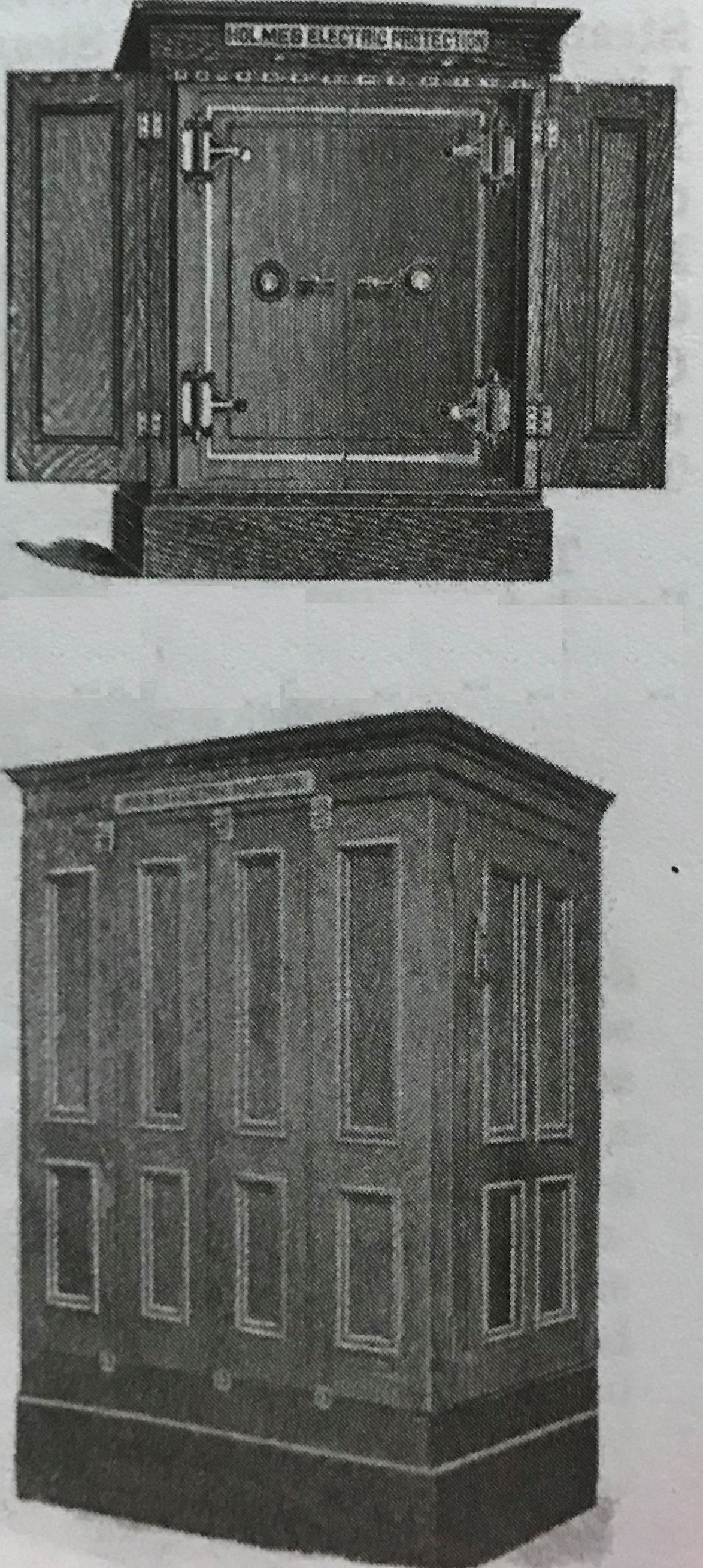
Защитное покрытие, служившее для сигнализации

В 1870 году Эдвин Холмс и Генри Рум (Henry C. Roome) сконструировали специальную капсулу для сейфов, вскрытие которой включало сигнализацию. Как правило, каждая стенка сейфа покрывалась двумя гибкими металлическими планками, едва изолированными друг от друга бумагой, или соединёнными друг с другом через катушку сопротивления. Как только взломщик касался этого покрытия, планки соприкасались друг с другом, сила тока увеличивалась, и всё это регистрировалось на гальванометре. Если взломщик перерезал соединение капсулы с батареей, то и этот шаг фиксировался на гальванометре. Сигнал от капсулы мог идти на звонок внутри дома, на звонок в полицейскую часть или в офис компании Холмса.
Первый патент на это устройство (USA Patent № 110,362) Холмс получил 20 декабря 1870 года, затем конструкция дорабатывалась и обновлялась. С 1872 года компания Холмса стала устанавливать защитное покрытие для сейфов для своих клиентов. Для того, чтобы убедить клиентов в надёжности устройства, Холмс приглашал всех желающих вскрыть его демонстрационный сейф к себе в офис.
Довольно часто Холмсу и его сыну приходилось взламывать чужие сейфы. Иногда для установки капсулы нужно было проделать отверстия в сейфе, но клиент утверждал, что это невозможно. Ведь он просил продавца этого сейфа проделать отверстия, и тот провозился безуспешно целых 4 дня! На что Холмс отвечал, что такая возня вполне естественна, ведь продавец сейфа не желал показывать, что просверлить его можно за 20 минут (что он тут же сделал самостоятельно). Да и стенки сейфов уже не могли уберечь деньги от воров. После изобретения и массового применения дуговой резки металла они служили лишь отсрочкой. Уже в конце XIX века любой человек мог проделать дыру в сейфе из легированной стали метровой толщины всего за полчаса, а прогресс на месте не стоял. Сигнализация была просто необходима.
Звонок сигнализации можно было устанавливать дома, чтобы узнать о том, что кто-то залез в окно или дверь. Некоторые клиенты ставили звонок в соседний дом или в сторожку смотрителя, если уезжали надолго. Но компания Холмса стала подключать все сигнализации к своему центральному офису и присылать своих сотрудников в случае инцидента, будь то вторжение воров или разносчик, нечаянно открывший дверь.
Количество клиентов росло, к 1882 году их было несколько тысяч, и все стены в офисе были усеяны рядами бленкеров, открывавшихся при срабатывании сигнализации на разных объектах. В компании Холмса было множество сотрудников, в одной патрульной службе были сотни человек.

### Телефония

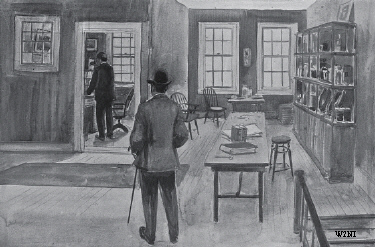
Эдвин Холмс Младший увидел, как Чарльз Уильямс пользуется телефоном. 1877

Многие аппараты для своего бизнеса Эдвин Холмс заказывал у своего давнего бостонского знакомого, мистера Уильямса. В мае 1877 сын Эдвина Холмса заехал по делам в мастерскую Уильямса и увидел, как тот, сгорбившись над какой-то коробкой на столе, что-то старательно выкрикивал. 
— Ради всего святого, что у вас там в коробке? — спросил Холмс.

— Эту штуку приятель Ватсона называет телефоном, по нему можно говорить друг с другом, — таков был ответ. 
Как только Уильямс объяснил принцип этого устройства, Эдвин Холмс Младший тут же понял его выгоды и основал собственную телефонную компанию (Telephone Despatch Company). Тут же он разыскал тестя и основного спонсора изобретателя телефона Александра Белла, мистера Гардинера Хаббарда, и поделился с ним своей идеей: 
— Мистер Хаббард, если вы дадите мне два или три рабочих телефона, то я покажу их всему Бостону.
— Покажете всему Бостону? Что вы имеете ввиду?

— У меня есть офис в Бостоне, откуда отходят провода ко многим клиентам. К примеру, я могу поставить телефон в Обменном Банке (Exchange Bank) и дозвониться до него с телефона из моего офиса, а третий поставить в Кожевенном Банке (Hide & Leather Bank). Затем я могу позвонить в Кожевенный Банк и сказать, что директор Обменного Банка желает с ним поговорить, и соединить их между собой. 
Это предложение понравилось мистеру Хаббарду, и опыт был проведён. Многие клиенты Холмса оценили новинку и пожелали поставить её в своих офисах, а Хаббард стал сдавать ему в аренду телефоны. В офисе Холмса был сконструированы переключатели, через которые абоненты соединялись между собой. В августе 1877 года компания Белла установила 778 телефонов, и более 700 из них были соединены через офис Холмса.

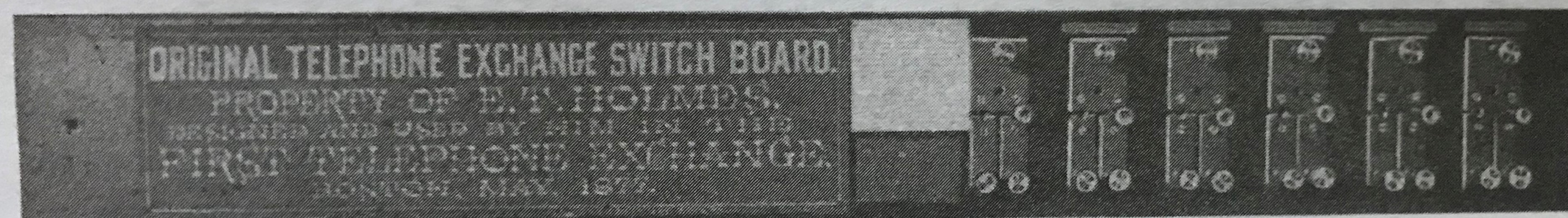
Телефонный коммутатор Холмса. Май, 1877.

Эдвин Холмс Младший создал первую конструкцию телефонного коммутатора ещё в мае 1877 года, и многие вещи ему пришлось делать впервые. Компания Холмса стала устанавливать телефоны с рычагом-переключателем ещё до того, как Томас Ватсон и Гилборн Рузвельт заявили свои права на изобретение. До этого пользователи забывали нажимать кнопки отключения, и десятки телефонов оставались включёнными в сеть, затрудняя работу на коммутаторе.
Первые разговоры приходилось соединять сыну Эдвина Холмса, а первым человеком, специально нанятым для этой работы, стал Фрэнк Мур (Frank M. Moore). Потом на эту должность стали нанимать девиц, и Эдвин Холмс с гордостью отмечал, что его фирма первая сделала этот шаг на пути к равноправию.
Сын Эдвина Холмса продал свою телефонную компанию (Telephone Despatch Company) мистеру Хаббарду, но на этом их сотрудничество не завершилось. Вскоре в Нью-Йорк явились представители компании Белла, но бизнес вели совсем неумело. Тогда Хаббард связался с Эдвином Холмсом и попросил содействия. Тот организовал компанию Белла в Нью-Йорке (Bell Telephone Company of New York), в которой стал президентом. Тут же количество абонентов возросло и дела пошли в гору. Но у Эдвина Холмса был свой охранный бизнес, который тоже требовал внимания. Акции росли в цене, и было много желающих приобрести их. В марте 1880 года Эдвин Холмс продал свою долю в телефонном бизнесе за 100.000 долларов и сосредоточился на собственном предприятии.

## Наследие
Эдвин Холмс умер в 1901 году. После его смерти к его сыну обратился мистер Чарльз Катлер (Charles F. Cutler), президент Нью-Йоркской телефонной компании (New York Telephone Company) с предложением о покупке его бизнеса. В 1905 году сделка была оформлена.
Эдвин Холмс по праву считается «отцом охранной сигнализации»